# Löhehaus (Neuendettelsau)

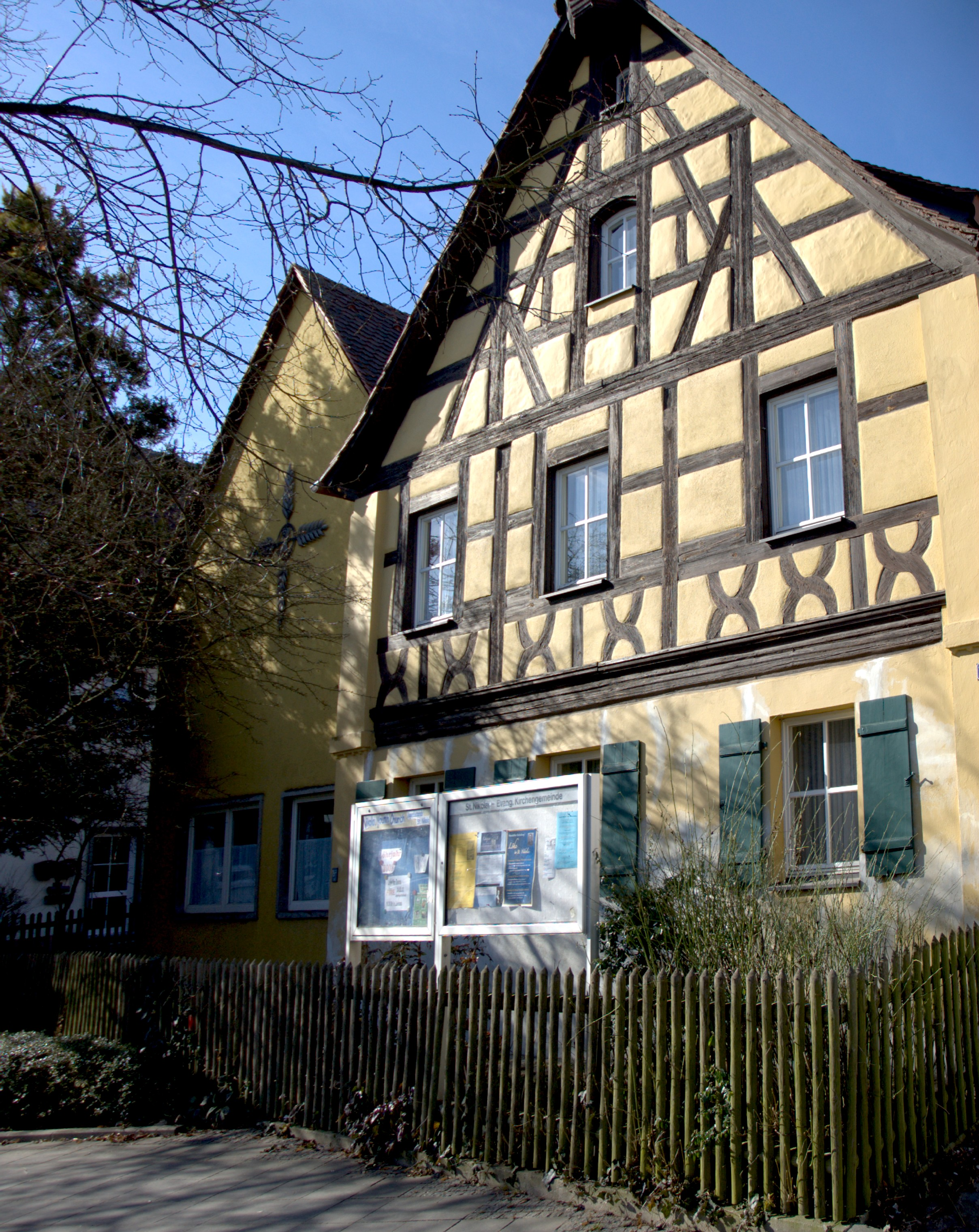
Löhehaus, Ostseite

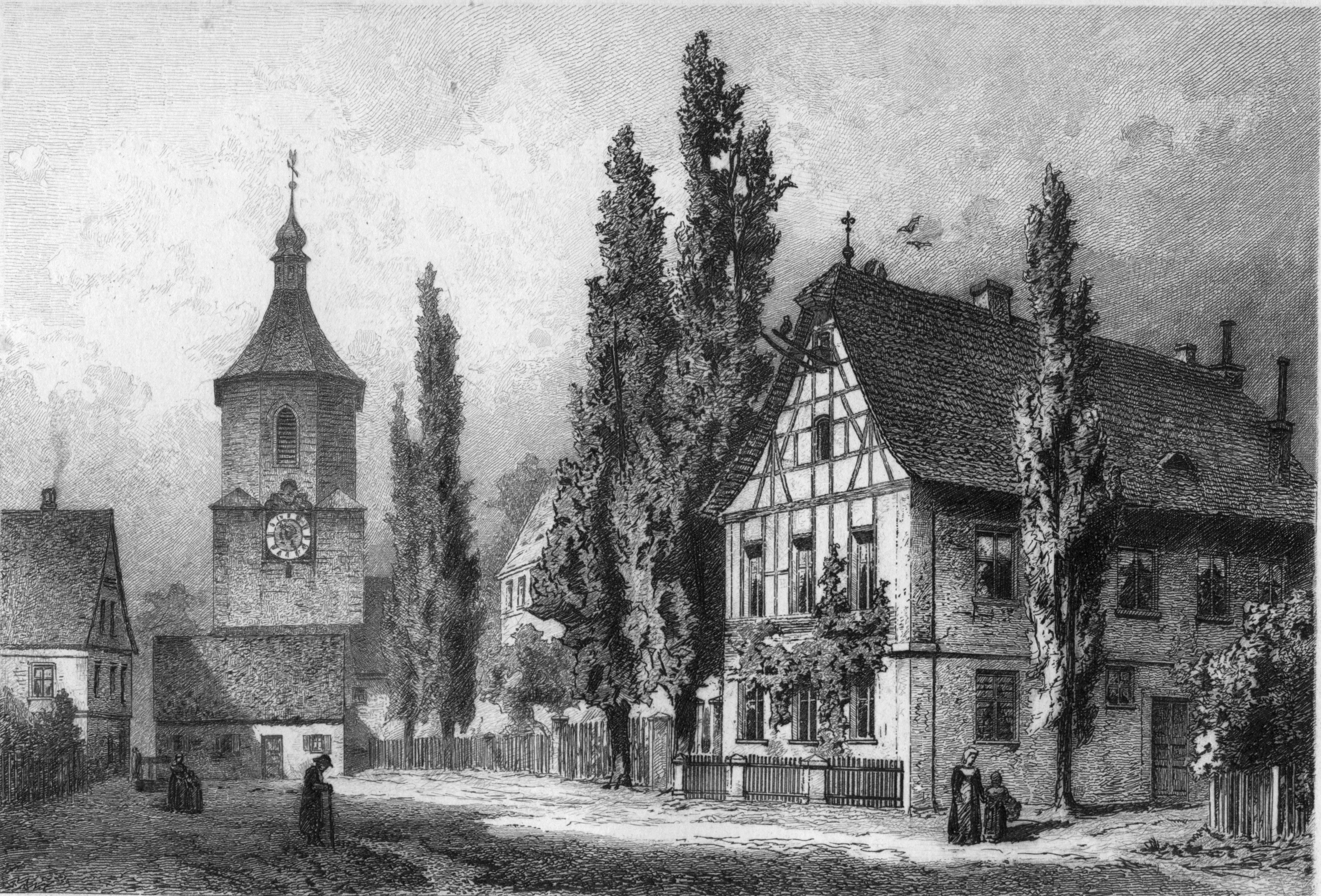
Löhehaus um 1850

Das Löhehaus ist ein geschütztes Baudenkmal an der Hauptstraße 10 in Neuendettelsau. Es wurde nach dem Neuendettelsauer Pfarrer Wilhelm Löhe (1808–1872) benannt.

## Geschichte
Das Gebäude wurde 1693 als neues Pfarrhaus errichtet. Das halbe Lehen des 1403 gestifteten Pfarrhofes wurde übernommen. Zum Pfarrhaus gehörten auch Flurgrundstücke. Beides – Lehen und Flurgrundstücke – wurden zur Bezahlung des Pfarrers verwendet. 1792 bekam das Pfarrhaus unter der preußischen Regierung die Haus–Nr. 11. Seit dem Neubau eines Pfarrhauses in der Johann-Flierl-Str. 18 im Jahre 1935 dient das Löhehaus als Gemeindezentrum.

## Beschreibung
Das zweigeschossige, giebelständige Gebäude hat einen rechteckigen Grundriss und ein Halbwalmdach zur Westseite. Die Schleppgauben (eine an der Südseite, zwei an der Nordseite) sind erst nach den 1970er Jahren ins Dach eingebaut worden. Die Ostseite weist im Obergeschoss und am Giebel teilweise Fachwerk auf und schließt oben mit einer Ladegaube ab. Im Erdgeschoss gibt es drei Rechteckfenster mit und im Obergeschoss drei Fenster ohne Fensterläden, im Dachgeschoss ein kleines Stichbogenfenster, darüber ein kleines Rechteckfenster. Die übrigen Seiten des Gebäudes sind nicht mehr im ursprünglichen Zustand. Seit 1969 schließt sich an der Südseite ein etwa gleich großes zweigeschossiges, giebelständiges Gebäude an, das nach den Plänen des Neuendettelsauer Architekten Dietrich Stobbe errichtet wurde. An der Westseite wurde ein Anbau auf der Höhe des Erdgeschosses errichtet.